# Jutocsa
A Jutocsa régi magyar eredetű férfinév, jelentése: faló, nyelő.

## Rokon nevek
- Jutas:[1] a Jutocsa alakváltozata.[2]

## Gyakorisága
Az 1990-es években a Jutocsa és a Jutas szórványos név, a 2000-es években nem szerepelnek a 100 leggyakoribb férfinév között.

## Névnapok
Jutocsa, Jutas:
- január 8.[2]
- február 8.[2]

## Híres Jutasok, Jutocsák
- Hegyi Árpád Jutocsa, az Operaház volt főigazgatója
- Jutas/Jutocsa, Árpád fejedelem öt fiából a negyedik